# شبکه‌های نانویی
به شاخه‌ای از مخابرات که به بررسی و حل چالش‌های شبکه‌های ریز مقیاس، با تجهیزاتی در حدود میکرو تا نانومتر می‌پردازد، شبکه نانویی (به انگلیسی: nano network) می‌گوییم.

## ضرورت
یکی از مهم‌ترین مسائل در شبکه‌های بی‌سیم، طراحی معماری سازگار، پروتکل‌های ارتباطی و ابزاری است که بتوان از آن‌ها در زمینه کاربردهای چندمقیاسی نظامی، صنعتی و پزشکی، استفاده کرد. شبکه‌های نانویی، به‌عنوان یک حوزه جدید از توسعه فناوری اطلاعات و ارتباطات، نتیجه اصلی تحقیقات گسترده میان‌رشته‌ای بین‌المللی در این زمینه است.

## معرفی
از آغاز فناوری تا کنون، هدف نهایی مخابرات، نیل به یکی از آرزوهای دیرینه بشر، در حذف تأثیر زمان و مکان بر حضور او و ارتباطش با سایر انسان‌های حاضر بر کره خاکی بوده‌است. نتیجه تلاش‌های مداوم چندین دهه گروه‌های تحقیقاتی مختلف در سراسر دنیا، برای ایجاد شبکه‌های اطلاعاتی بی‌سیم با نرخ داده بالاتر و قابلیت اطمینان بیشتر، به سیستم‌های مخابراتی قرن بیستم منجر شده‌است که هنوز هم تحقیقات برای بهبود آن‌ها در قالب ترکیب روش‌های قدیمی‌تری مانند CDMA ,OFDM و MIMO ادامه‌دارد.
در سال‌های اخیر، با رشد فزاینده علم و فناوری و نزدیک‌شدن آن به قلمرو آرزوهای بزرگ‌تر بشر، شاخه‌های متنوع بسیار جدیدتری به حوزه شبکه‌های بی‌سیم اضافه شده‌است. ترکیب جدیدی از علم، فناوری و پویایی ذهن بشر که برای چالش‌های عمده موجود در توسعه شبکه‌های بی‌سیم و خصوصاً حوزه شبکه‌های حسگر و شبکه‌های موردی، راه‌حل‌هایی با بنیان علمی کاملاً متفاوت عرضه می‌کند.
یکی از مهم‌ترین مسائل جدید در این زمینه، بحث طراحی معماری، تجهیزات و پروتکل‌های مخابراتی برای شبکه‌هایی با مقیاس بسیار کوچک است. در توسعه تجهیزات مخابراتی بسیار کوچک و حل مسائل مربوط به ارزیابی کارایی و قابلیت اطمینان آن‌ها، ناگزیر به حوزه نسبتاً جدید دیگری از فناوری به نام نانوفناوری قدم می‌گذاریم. با توجه به این‌که بسیاری از ویژگی‌های مواد (فیزیکی، شیمیایی، الکتریکی، مغناطیسی، نوری، مکانیکی و …) در حرکت از مقیاس‌های بزرگتر به‌سوی نانو، تغییر می‌کند[۱]، نانوفناوری از طریق کنترل مواد در مقیاس نانومتر و استفاده از ویژگی‌های نوگرایانه کار در این مقیاس، می‌تواند مواد، ساختارها، ابزار، سیستم‌ها و معماری‌هایی را در تمام اندازه‌ها بسازد. به شاخه‌ای از مخابرات که به بررسی و حل چالش‌های شبکه‌های ریز مقیاس، با تجهیزاتی در حدود میکرو تا نانومتر (۹–۱۰ متر) می‌پردازد، شبکه‌های نانویی می‌گوییم. شبکه‌های نانویی توسعه ساده‌ای از شبکه‌های مخابراتی سنتی رایج نیستند. آن‌ها یک نمونه ارتباطی کاملاً جدید هستند که در آن‌ها بسیاری از فرایندهای مخابراتی با تقلید از سیستم‌های زیستی موجود در طبیعت طراحی شده‌اند. این شبکه‌ها، مجموعه‌ای از نانوماشین‌های به‌هم متصل هستند که از طریق هماهنگ‌کردن، انتشار و به‌اشتراک گذاشتن اطلاعات، قابلیت‌های ابزارهای الکترومکانیکی بسیار زیر را توسعه می‌دهند[۲].

## نانوماشین‌ها و ارتباط میان آن‌ها
نانوماشین‌ها، به‌عنوان اساسی‌ترین واحد عملیاتی در فناوری نانو، اجزای کوچکی متشکل از مجموعه‌ای از مولکول‌ها هستند، که می‌توانند عملیاتی مانند انجام محاسبات، ذخیره‌داده‌ها، حس‌کردن محیط و حرکت در ابعاد میکروسکپی انجام دهند. می‌توان نانوماشین‌ها را به‌صورت از پایین به بالا، با به‌کارگیری مولکول‌ها به‌عنوان واحدهای ساختمانی‌شان توسعه‌داد، یا از طریق کاهش مقیاس تجهیزات ابعاد میکرو موجود به‌صورت بالا به پایین، آن‌ها را طراحی‌کرد، یا می‌توانیم در روش زیست-ترکیبی از نانوماشین‌های زیستی موجود در طبیعت، در ساخت آن‌ها الگو بگیریم. ضمناً می‌توان آن‌ها را با نانوماشین‌های دیگر مجتمع‌کرد و به‌عنوان واحدهای سازنده نانوماشین‌های پیچیده‌تر مانند نانوروبات‌ها و ابزارهای محاسباتی نانو به‌کار برد یا برای انجام کارهای گروهی به‌صورت توزیع‌شده آن‌ها را به‌هم متصل کرد[۵].

### ویژگی‌های موردانتظار از نانوماشین‌ها
محدودیت اصلی در توسعه نانوماشین‌ها، فقدان ابزاری است که بتواند ساختارهای مولکولی را به‌طور دقیق حمل‌کند و به‌هم بچسباند. انتظار می‌رود که نانوماشین‌های پیچیده حاصل از فرایند تولید مولکولی، علاوه بر قابلیت‌های میکروماشین‌های موجود، با بهره‌گیری از ویژگی‌های مولکولی و انعطاف‌پذیری مواد در ابعاد نانو، توانایی‌های جدید دیگری را نیز دارا باشند. مهم‌ترین ویژگی‌های مورد انتظار از نانوماشین‌ها به‌شرح زیر است:
- نانوماشین‌ها باید فی‌النفسه برون‌بی‌نیاز باشند؛ یعنی هر نانوماشین برای انجام دادن کار موردانتظار شامل مجموعه‌ای از کدها و دستورالعمل‌های مشخص است. این ترتیب عملیاتی می‌تواند در ساختار مولکولی نانوماشین گنجانده‌شود یا از ساختار مولکولی دیگری خوانده‌شود.
- خودآرایی مولکولی، فرایندی است که در آن اجزای نامرتب متعددی، بدون دخالت خارجی و تنها به‌عنوان پیامدی از واکنش‌های محلی بین آن‌ها، در یک ساختار سازماندهی می‌شوند. در مقیاس نانو، وابستگی مولکولی بین دو جزء، به‌طور طبیعی، به خودآرایی ساختار منجر می‌شود و باعث می‌شود نانوماشین‌ها بتوانند به‌طور خودکار با مولکول‌های خارجی، فعل و انفعال داشته باشند.
- خودتکثیری به‌عنوان فرایندی تعریف می‌شود که در آن یک وسیله، با استفاده از اجزای خارجی، یک کپی از خود را می‌سازد. این ویژگی باعث می‌شود با تولید تعداد زیادی نانوماشین، کارهای ابعاد ماکروسکوپیک را با قیمت ارزان‌تر و سرعت بیشتر انجام دهیم[۵]. لازمه خودتکثیری، این است که نانوماشین شامل دستورالعمل‌هایی برای کپی کردن خودش باشد.
- نانوماشین‌ها برای انجام کارهای خاص طراحی می‌شوند و برای انجام عملیات خود وابسته به تحریکات فضایی-زمانی هستند؛ یعنی برای انجام صحیح وظیفه خود باید در زمان مشخص در موقعیت مکانی مورد نظر باشد. به این دلیل، توانایی حرکت، یکی از مسائل مهم در طراحی نانوماشین‌ها است. هرچند نانوماشین‌های تنها قادر به حرکت به‌سوی هدف‌های از پیش تعیین شده نیستند، اما سیستم‌های پیچیده‌تر می‌توانند با استفاده از نانوحسگرها و نانوپیش‌ران‌ها، هدف را شناسایی و دنبال‌کنند. قابلیت حرکت، باعث می‌شود بتوانیم نانوماشین‌ها را در مسائلی که به عملگرهای متحرک نیاز است، مانند درمان بیماری‌ها، به‌کار ببریم[۳].
قابلیت برقراری ارتباط میان نانوماشین‌ها باعث می‌شود بتوانند، به‌طور مشارکتی، کارهای پیچیده‌تری را انجام دهند. در این راستا، نویدبخش‌ترین روش ارتباطی، مخابرات مولکولی است و انتظار می‌رود، پیشرفت‌های آتی در ساخت نانوحسگرها و نانوعملگرها، به مجتمع‌سازی فرستنده-گیرنده‌های مولکولی در داخل نانوماشین‌ها منجر شود.

### معماری نانوماشین
بنابر هدف ساخت و کاربرد نانوماشین‌ها، می‌توان اجزای متفاوتی را در ساختار آن‌ها در نظر گرفت. اما به‌طور کلی، کامل‌ترین معماری برای یک نانوماشین، می‌تواند شامل اجزای ساختاری زیر باشد[۶]:
1. واحد کنترلی: هدف این واحد اجرای دستورالعمل‌ها برای انجام وظیفه مورد نظر است. برای رسیدن به این هدف، این واحد باید قادر به کنترل تمام واحدهای دیگر نانوماشین باشد. ضمناً این واحد می‌تواند شامل یک واحد حافظه برای ذخیره اطلاعات نانوماشین نیز باشد.
2. واحد مخابراتی: این واحد شامل فرستنده-گیرنده‌ای است که اطلاعات مقیاس نانو (مثلاً مولکول‌ها) را ارسال و دریافت می‌کند.
3. واحد تولیدمثل و بازآفرینی: وظیفه این واحد، تولید هر جزء از نانوماشین با استفاده از اجزای بیرونی و سپس همگذاری این اجزا برای همانندسازی نانوماشین است. این واحد توسط تمام دستورالعمل‌هایی مدیریت می‌شود که امکان عملیات تولیدمثل را فراهم می‌کنند (مانند هسته سلول حاوی کدهای ژنتیکی).
4. واحد تأمین نیرو: این واحد برای تأمین توان مورد نیاز کلیه واحدهای نانوماشین درنظرگرفته‌شده‌است. این واحد می‌تواند انرژی را از منابع بیرونی مانند نور و دمای محیط استخراج کرده و برای توزیع و استفاده‌های بعدی ذخیره‌کند.
5. حسگرها و عملگرها: مشابه واحد مخابراتی، این اجزاء به‌عنوان یک واسط میان محیط و نانوماشین عمل می‌کنند. از حسگرها و عملگرهای مختلفی (مانند حسگرهای شیمیایی، حسگرهای دما، گیره‌ها، پمپ‌ها، موتورها و مکانیزم‌های حرکتی دیگر) می‌توان در نانوماشین‌ها استفاده‌کرد.

در حال حاضر، نمی‌توانیم چنین نانوماشین پیچیده‌ای را بسازیم اما سیستم‌های متعالی زیستی مانند سلول‌های زنده، با این معماری مورد انتظار در طبیعت موجودند. طبق روش زیست-ترکیبی، این مدل‌های زیستی می‌توانند به یادگیری و درک اصول حاکم بر نحوه عملکرد نانوماشین‌ها و فعل‌وانفعالات آن‌ها کمک شایانی کنند.
شبکه‌های نانویی حاصل، قابلیت‌ها و کاربردهای نانوماشین‌ها را به روش‌های زیر توسعه خواهد داد:
- نانوماشین‌هایی مانند حسگرهای شیمیایی، نانودریچه‌ها، نانوسوئیچ‌ها یا بالابرهای مولکولی، به‌تنهایی نمی‌توانند کارهای پیچیده‌ای انجام دهند. تبادل اطلاعات و فرمان‌ها میان نانوماشین‌های شبکه‌شده به آن‌ها اجازه می‌دهد که به‌صورت مشارکتی و هماهنگ کارهای پیچیده‌تری مانند انتقال دارو در داخل بدن انسان یا درمان بیماری‌ها را انجام دهند[۴].
- فضای کاری یک نانوماشین واحد بسیار محدود است. شبکه‌های نانویی امکان گسترش چگال نانوماشین‌های به‌هم مرتبط در محیط را فراهم می‌کنند؛ بنابراین، قادرخواهیم بود سناریوهای عملیاتی بزرگتری مانند دیده‌بانی و کنترل عامل‌های شیمیایی را در محیط پیرامون انجام دهیم[۳۶].
- در بعضی از سناریوهای کاربردی، باید نانوماشین‌ها در یک محیط بزرگ (در بازه متر تا کیلومتر) پخش شوند. در این حالت‌ها، کنترل یک نانوماشین خاص به‌دلیل اندازه بسیار کوچکش، شدیداً دشوار است. شبکه‌های نانویی، از طریق مکانیزم‌های همه‌پخشی و ارتباطات چندگامی تعامل با نانوماشین راه‌دور را فراهم می‌کنند. می‌توان توسط ابزارهای ارتباطی نانومکانیکی، صوتی، الکترومغناطیسی، شیمیایی و مولکولی، میان نانوماشین‌ها ارتباط برقرار کرد. ارتباط نانومکانیکی، به‌صورت انتقال اطلاعات از طریق اتصال مکانیکی فرستنده و گیرنده میسر می‌شود و باید میان فرستنده و گیرنده اتصال مستقیم وجود داشته باشد و در ارتباط صوتی، پیام انتقالی بر روی امواج صوتی (به‌صورت تغییرات فشار) کدگذاری می‌گردد. مخابرات کوانتومی، بر استفاده از مواد نیمه هادی در مقیاس اتمی و مدولاسیون امواج الکترومغناطیسی برای انتقال اطلاعات مبتنی است و مخابرات مولکولی از مولکول‌ها به‌عنوان پیام میان فرستنده و گیرنده‌ای استفاده می‌کند که ممکن است در فاصله زیادی از یکدیگر قرار داشته باشند[۴۶].

## کاربردهای شبکه‌های نانویی

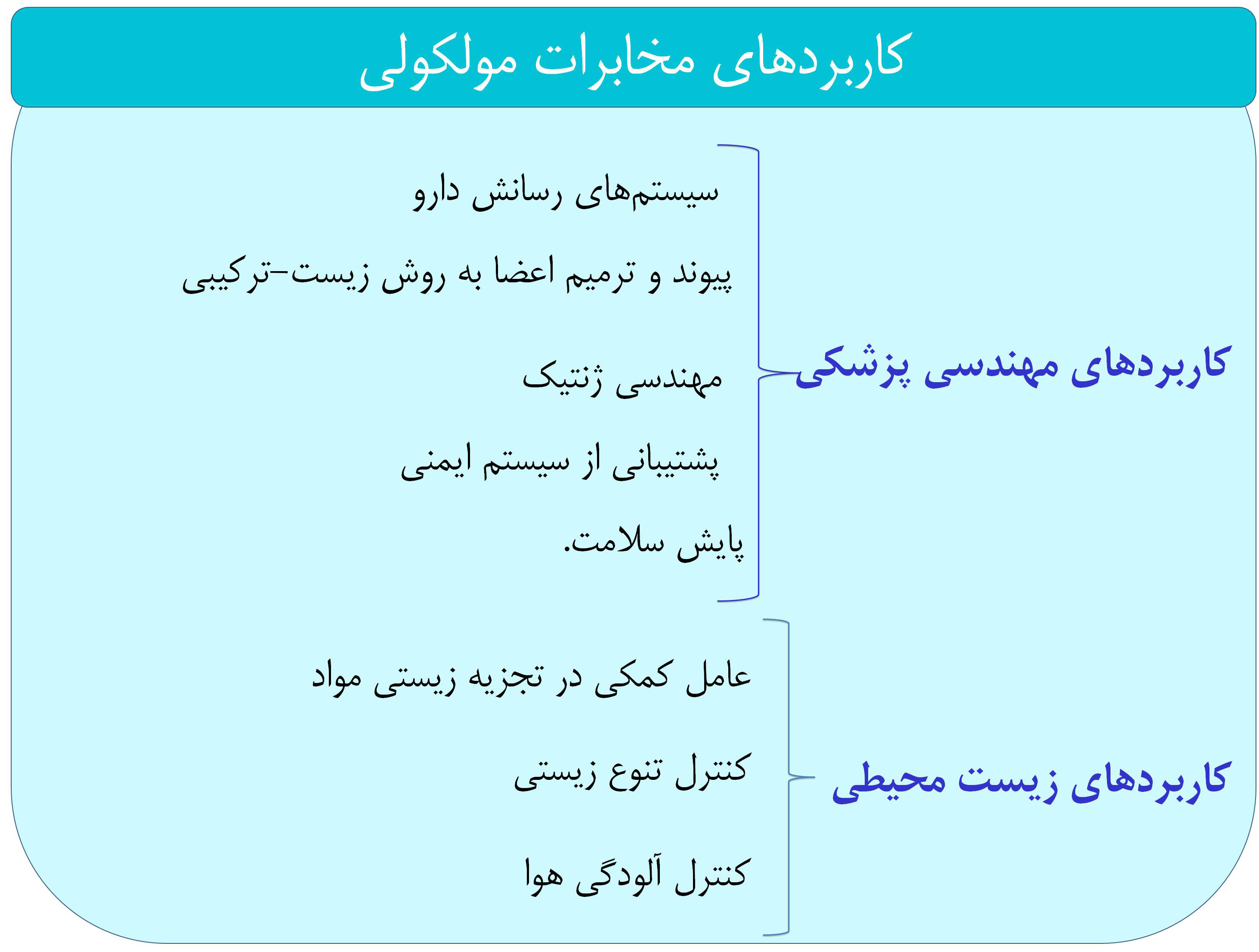
کاربردهای شبکه‌های نانویی

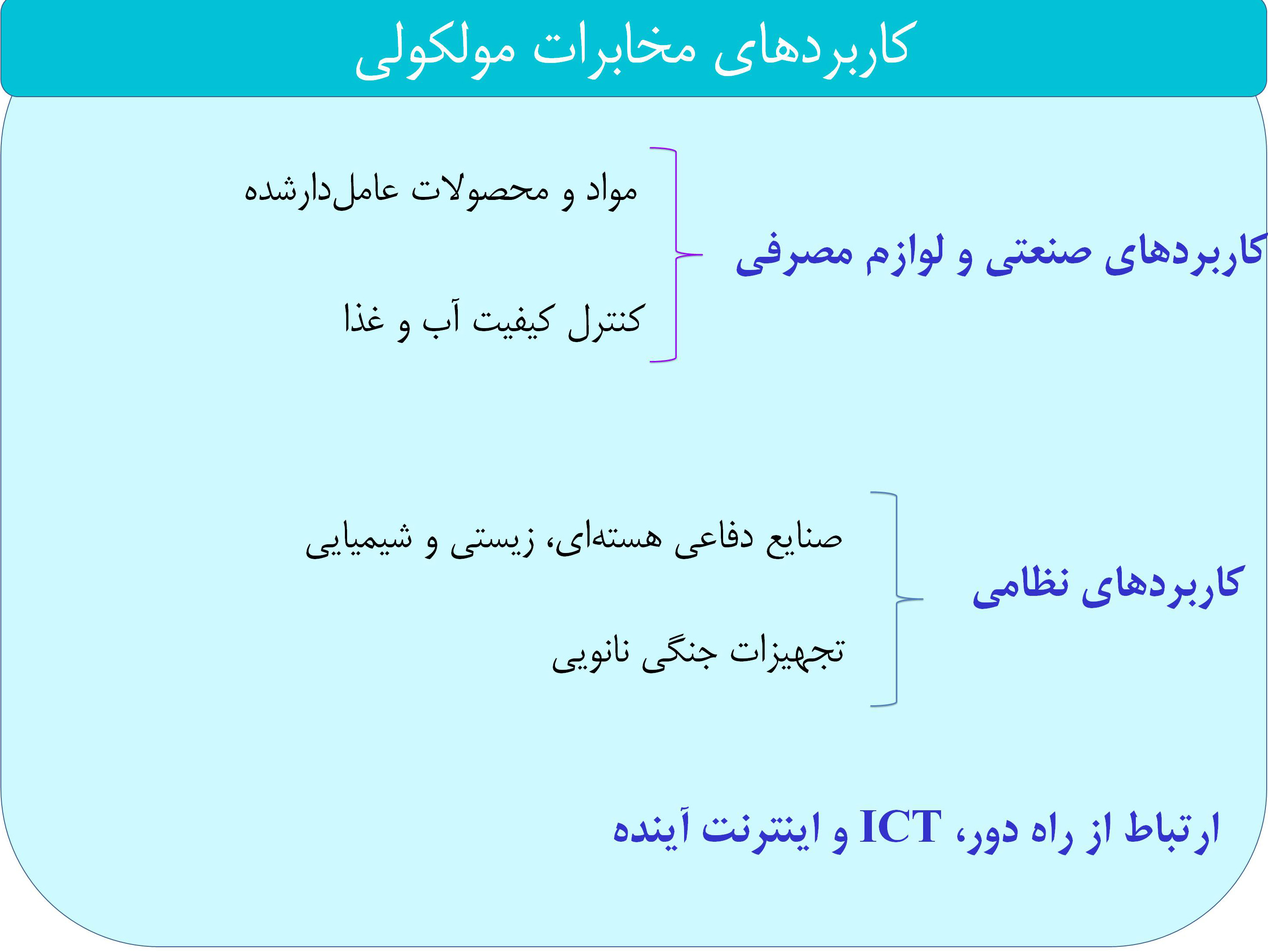
کاربردهای شبکه‌های نانویی

می‌توان از شبکه‌های نانویی، به‌عنوان ستون فقرات برای توسعه سیستم‌های پیچیده‌تر مانند نانوروبات‌ها و ابزارهای محاسباتی مجتمع‌شده با نانوپردازشگرها، حافظه‌ها و زمانسنج‌های نانو استفاده کرد. به‌همین دلیل، باید با در نظر گرفتن محدودیت‌های فیزیکی و عملیاتی مقیاس‌های بسیار کوچک، بتوان روش‌هایی برای ارتباط یک نانوماشین با سایر نانوماشین‌ها یافت. در مجموع، برای ایجاد ارتباط داخلی نانوماشین‌ها، باید واسط‌های نانو- میکرو طراحی شوند. برای ارتباط از طریق هزاران و حتی میلیون‌ها نانوماشین توزیع‌شده، به فناوری‌های نرم‌افزاری و سخت‌افزاری جدید و مقرون به صرفه نیازمندیم؛ بنابراین، اگر بخواهیم از روش‌های ارتباطی کلاسیک فعلی استفاده‌کنیم، با توجه به نیازمندی‌های شبکه‌های نانویی و محدودیت‌های فیزیکی از قبیل اندازه و انرژی، به یک تحول اساسی در کلیه ساختارهای خود نیازمندیم و معماری‌های موجود، نرم‌افزارها و پروتکل‌های فعلی باید با توجه به الگوهای ارتباطی این شبکه جدید، از نو طراحی شوند و در مقابل، استفاده از مولکول‌ها به‌جای امواج صوتی و الکترومغناطیسی، برای کدگذاری و انتقال اطلاعات، به ایجاد یک پارادایم ارتباطی جدید و تعریف ساختارهای ابداعی مانند فرستنده-گیرنده‌های مولکولی، مدل‌های کانال و پروتکل‌های جدیدی مختص شبکه‌های نانویی نیازمند است.
در صنایع نانوالکترونیک، عبارت شبکه‌های نانویی، به تجهیزات الکترونیکی و اتصالات داخلی گفته می‌شود که بر روی یک تراشه در مقیاس نانو قرار دارند[۲]. این مفهوم "شبکه بر روی تراشه " نامیده می‌شود و شامل نانومواد به‌هم متصلی مانند آرایه‌هایی از نانولوله‌های کربنی است[۳]. در پژوهش جاری، عبارت شبکه‌های نانویی، صراحتاً به نانوماشین‌هایی گفته خواهد شد که از طریق مخابرات مولکولی به‌هم متصل شده‌اند و متضمن یک پارادایم ارتباطی کاملاً جدید هستند و با توجه به ویژگی‌های اجزای شبکه و فرایند مبادله اطلاعات میان آن‌ها، باید در آن‌ها از روش‌های ارتباطی ابتکارآمیز استفاده کرد.
از میان روش‌های متعددی که تاکنون برای ارتباط میان نانوماشین‌ها ارائه‌شده‌است، مخابرات مولکولی به‌دلیل تناسب بسیار زیاد با ابعاد و محیط مسئله، بهترین گزینه ممکن به‌شمار می‌رود[۲]. مخابرات مولکولی از مولکول‌ها برای کدگذاری اطلاعات استفاده می‌کند و ارسال آن‌ها را توسط سیستم‌های زیستی موجود در طبیعت انجام می‌دهد. در این نوع شبکه نیز با توجه به فاصله میان فرستنده و دریافت‌کننده، باید از روش‌های ارتباطی متفاوتی استفاده کرد که به‌طور عمده به سه دسته نزدیک‌برد، متوسط‌برد و دوربرد تقسیم می‌شوند. برای حالت نزدیک‌برد، می‌توان از دو روش موتورهای مولکولی و سیگنالینگ یونی، استفاده کرد. در سیگنالینگ یونی، اطلاعات به‌صورت نرخ غلظت مولکول‌های منتشرشده در محیط کدگذاری می‌شود و در روش مبتنی بر موتورهای مولکولی، ترکیب‌های پروتئینی، مولکول‌های اطلاعات را از طریق ریل‌های مولکولی منتقل می‌کنند. برای مخابرات مولکولی متوسط‌برد نیز دو روش وجود دارد؛ استفاده از باکتری تاژک‌دار و موتورهای کاتالیستی که در هر دو روش اطلاعات به‌صورت رشته‌های DNA کدگذاری می‌گردد و از طریق نانوموتور یا باکتری، از فرستنده به دریافت‌کننده می‌رسد[۲]. برای مخابرات مولکولی دوربرد نیز روش‌های متعددی وجود دارد، از جمله، برای مخابرات دوربرد بی‌سیم، می‌توان از فرمون‌ها، هاگ‌ها، گرده‌افشانی و ورارسانی نوری استفاده‌کرد و برای حالت سیمی، روش‌های ارتباطی مبتنی بر نورون و مدارهای جریان مویرگی را به‌کار برد[۱]. معماری قابل تجسم برای این شبکه، از خوشه‌هایی از نانوماشین‌ها تشکیل‌شده که با استفاده از مکانیسم‌های مخابرات نزدیک‌برد، در داخل خوشه ارتباط برقرار می‌کنند و برای ارتباط بین خوشه‌ها، از طریق دروازه‌ها، از روش‌های متوسط و دوربرد استفاده می‌کنند.

## تاریخچه
از سال ۱۹۵۹ که ریچارد فاینمن با سخنرانی تاریخی خود در مورد نانوفناوری، پنجره تازه‌ای به دنیای بی‌نهایت کوچک‌ها گشود، رقابت جهانی برای مینیاتوری‌کردن تمام ابعاد فناوری بشر آغاز شد. از سال ۱۹۸۰، دانشمندان علوم زیستی، به‌طور دقیق‌تری فرایندهای سیگنالینگ سلولی و سیستم‌های انتقال ژن را مورد بررسی قرار دادند و در سال ۱۹۹۲، با پیشرفت‌های ایجادشده در روند دستکاری‌های زیستی، اولین مدل‌های مناسب برای تبادل اطلاعات در مقیاس‌های بسیار ریز، از سیستم‌های طبیعی استخراج شدند. به موازات این پیشرفت‌ها در نانوزیست فناوری، تلاش در ساخت قطعات الکترونیکی و مخابراتی با اندازه کوچک‌تر و مصرف انرژی کمتر و توسعه روزافزون صنایع نانوالکترونیک، نانوکامپیوتر و نانومخابرات، از سال ۲۰۰۴، به تولد شاخه‌ای جدید از فناوری مخابرات ریزمقیاس منجر شد که در دوشاخه مخابرات نانویی زیستی و مخابرات نانویی مبتنی بر تجهیزات الکترومغناطیسی نانومقیاس یا (NEMS)، در حال توسعه است. به‌طور رسمی، کلمه شبکه‌نانویی (Nanonetwork) به‌عنوان یک زمینه علمی مرکب از مخابرات مولکولی و نانوالکترومغناطیسی، از سال ۲۰۰۵ تعریف شد و در سال ۲۰۰۶، در اولین کنفرانس بین‌المللی شبکه‌های نانویی، ۳۰ مقاله در مورد انتقال اطلاعات در حوزه شبکه‌های میکروالکترومغناطیسی و نانوزیستی و نیز، چالش‌های موجود در تحلیل و مدل‌سازی این شبکه‌ها ارائه‌گردید.
در فاصله ۲۰۰۶ تا کنون، به‌تدریج در دانشگاه‌ها و مراکز تحقیقاتی مختلف دنیا، گروه‌های میان‌رشته‌ای مختلفی تحقیقات در زمینه شبکه‌های نانویی را آغاز کرده‌اند و از سال ۲۰۰۸، در آزمایشگاه BWN مؤسسه فناوری جورجیا و NaNoNetworking Center of Catalonia دانشگاه کاتالونیای اسپانیا، پروژه‌های تحقیقاتی با محور تحلیل، تعریف زیرساخت‌ها و شبیه‌سازی شبکه‌های نانویی در حال انجام هستند. انتشارات Elsevier، اولین نسخه از مجله شبکه‌های مخابرات نانویی را در ۲۸ ژون ۲۰۱۰ چاپ کرد و قرار است هر سال ۴ شماره از آن منتشر شود. دانشکده مخابرات و الکترونیک دانشگاه نوروژ نیز، از مهرماه ۲۰۱۰، برای تحصیل در اولین دوره دکترای شبکه‌های نانویی، اقدام به پذیرش دانشجو کرده‌است. با توجه به قدمت ۵ ساله و چالش‌های بزرگ تحقیقاتی این حوزه میان‌رشته‌ای، کلیه مدل‌های ریاضی که تا کنون، برای انواع مختلف شبکه‌های نانویی ارائه‌شده‌اند، در مراحل اولیه تحقیقاتی خود قرار دارند و با محدودیت‌های فراوان و فرض‌های غیرواقعی در بیان مسائل روبه‌رو هستند و با توجه به تفاوت‌های فراوان در ویژگی‌های مخابرات مولکولی، با مخابرات سنتی مبتنی بر امواج الکترومغناطیسی، هنوز بسیاری از جنبه‌های مخابراتی آن از قبیل مسیریابی، تأثیر نویز محیط، تأخیر، تشخیص و اصلاح خطا در این شبکه‌ها به‌درستی مورد بررسی قرار نگرفته و ساختار استانداردی برای شبیه‌سازی شبکه‌های نانویی وجود ندارد. در داخل کشور ایران، بنا بر تحقیقات نویسنده کارهای زیر بنایی در این زمینه انجام نشده‌است و جز سه مقاله منتشرشده در زمینه مدل‌سازی ریاضی سیگنالینگ شیمیایی میان نانوروبات‌ها، توسط ئاسو شجاعی، تا سال ۲۰۱۱ پژوهش دیگری در حوزه مخابرات نانویی به ثبت نرسیده‌است.

## معماری شبکه‌های‌نانویی
قابلیت ارتباط، تنها مشخصه‌ای است که نانوماشین‌ها را قادر می‌سازد که برای رسیدن به یک هدف مشترک به‌طور هم‌زمان و نظارت‌شده، با هم همکاری کنند. فرایند مخابراتی در نانوماشین‌ها را می‌توان به دو سناریوی زیر دسته‌بندی کرد:
1. ارتباط میان نانوماشین و سیستم‌های بزرگتری مانند دستگاه‌های میکروالکترونیکی
2. ارتباط میان دو یا بیشتر نانوماشین

برای این دو سناریو، روش‌های ارتباطی مختلفی از قبیل الکترومغناطیسی، صوتی، نانومکانیکی و مولکولی، ارائه‌شده‌اند [۴]. مخابرات مبتنی بر موج‌های الکترومغناطیسی، رایج‌ترین روش ارتباطی در میکروالکترونیک است. این امواج می‌توانند، با حداقل افت در داخل سیم‌ها یا هوا منتشر شوند. با توجه به اندازه نانوماشین‌ها، سیم‌بندی تعداد زیادی از آن‌ها غیرممکن و ناکاراست و در این خصوص، فناوری بی‌سیم مناسب‌تر است. برای ایجاد یک رابطه بی‌سیم دوطرفه، باید فرستنده-گیرنده رادیویی در داخل نانوماشین تعبیه شود که با توجه به اندازه کوچک نانوماشین‌ها و پیچیدگی فرستنده-گیرنده‌های فعلی، این کار امکان‌پذیر نیست. ضمناً، اگر بتوانیم این فرستنده-گیرنده را در نانوماشین بگنجانیم، توان ارسالی آن برای برقراری ارتباط دوطرفه کافی نخواهد بود [۳]. بنابراین، استفاده از امواج الکترومغناطیسی تنها برای ارتباطات میان نانوماشین و ابزارهایی در ابعاد بزرگتر قابل استفاده خواهد بود و نمی‌توان از آن برای ارتباط دوطرفه میان نانوماشین‌ها استفاده کرد.
در مقیاس نانو، ارتباط صوتی، به‌طور عمده بر انتقال امواج فراصوت مبتنی است. برای این کار نیز، باید مبدل‌های فراصوت در داخل نانوماشین تعبیه شوند. این مبدل‌ها باید بتوانند تغییرات سریع فشار ناشی از امواج فراصوت را تشخیص داده و سیگنال‌های صوتی متناسب با آن را منتشر کنند. در اینجا نیز، مسئله اندازه مشکل اصلی برای مجتمع‌سازی این مبدل‌ها در داخل نانوماشین است.
در مخابرت نانومکانیکی، اطلاعات از طریق پیوندگاه‌های ثابت میان ابزارهای نانویی به‌هم چسبیده مبادله می‌شود. اشکال اصلی این نوع ارتباط، نیاز حتمی به اتصال فیزیکی فرستنده و گیرنده است و این‌که برای اطمینان از تنظیم صحیح فرستنده-گیرنده‌های مکانیکی، این اتصال باید به‌اندازه کافی بلندمدت باشد. از آنجا که نانوماشین‌ها دریک فضای گسترده و بدون ارتباط مستقیم میان آن‌ها پخش می‌شوند، این روش ارتباطی برای بسیاری از سناریوهای کاربردی مناسب نیست. در مجموع، علاوه بر نیاز به سیستم‌های حرکتی مناسب و دائمی، نیاز به وجود سیستم موقعیت‌یابی در نانوماشین‌ها، از موانع اصلی در کاربردی کردن روش مخابرات نانومکانیکی است.
مخابرات مولکولی، یک زمینه میان‌رشته‌ای جدید، شامل فناوری اطلاعات و ارتباطات، زیست‌فناوری و فناوری نانو است، که در آن اطلاعات در قالب کدهای مولکولی منتقل و دریافت می‌شود[۳]. برخلاف روش‌های ارتباطی قبلی، مجتمع‌سازی فرستنده-گیرنده‌های مولکولی در نانوماشین‌ها، با توجه به اندازه کوچک آن‌ها و دامنه طبیعی فعالیت‌شان در چهارچوب کاری مقیاس نانو، امری امکان‌پذیر است. می‌توان از مخابرات مولکولی برای ارتباط میان تعداد زیادی از نانوماشین‌ها استفاده کرد و توسط شبکه‌های نانویی ایجاد شده، قابلیت آن‌ها را در انجام کارهای پیچیده‌تر و در مقیاس‌های بزرگتر افزایش داد. اگر تعداد زیادی نانوماشین در فضای گسترده‌ای پخش شده باشند، تعامل با یک نانوماشین مشخص به دلیل اندازه کوچک آن، بسیار دشوار خواهد بود. این تعامل، شامل رویه‌هایی از قبیل فعال‌سازی و غیرفعال‌سازی نانوماشین‌ها، تنظیم پارامترها، اکتساب داده‌ها و فرمان‌های دقیق است. شبکه‌های نانویی این تعامل را از طریق زیرساخت‌ها و مکانیسم‌هایی برای همه‌پخشی پیام در ناحیه مورد نظر، ایجاد می‌سازند.
به‌جز افزایش قابلیت‌های نانوماشین‌ها، شبکه‌های نانویی برای تعدادی از کاربردها که شبکه‌های ارتباطی فعلی و ابزارهای میکرو برای آن‌ها مناسب نیستند، راه‌حل‌های مناسبی ارائه می‌کند. در مجموع، در مقایسه با فناوری‌های ارتباطی فعلی، می‌توان مزایای زیر را برای شبکه‌های نانویی برشمرد:
- در مسائلی که اندازه ابزار، یک مسئله حیاتی در کیفیت انجام کار است، مانند درمان‌های دقیق در داخل بدن انسان، نانوماشین‌ها و شبکه‌های نانویی حاصل از آن‌ها قادر به انجام کارهایی هستند که توسط سیستم‌های دیگر امکان‌پذیر نیست.
- سازگاری زیستی، توانایی یک وسیله در انجام عملیات هماهنگ با محیط زنده است، به‌گونه‌ای که بر آن تأثیر منفی نداشته باشد. در کاربردهای مهندسی پزشکی، با توجه به این‌که بسیاری از بافت‌های زنده، داروها و اعضای مصنوعی را پس می‌زنند، ابزار الکترونیکی باید بتوانند بر سیستم دفاعی موجود زنده غلبه کنند. برای ایجاد سازگاری میان نانوماشین‌ها و اندام‌های طبیعی، می‌توان از مواد و واسط‌های متناسب‌تر در ساخت بدنه آن‌ها استفاده کرد. ضمناً برای جلوگیری از فرایندهای دفع، می‌توان گره‌های شبکه‌نانویی و پیام‌های مولکولی را طوری برنامه‌ریزی کرد که پس تکمیل از کار، غیرفعال شوند. با استفاده از نانومواد هوشمند، می‌توان گره‌های شبکه‌های نانویی را طوری طراحی کرد که با هماهنگی با شرایط هر محیط خاص، حداکثر سازگاری زیستی را با آن سیستم داشته باشند.
- در زمینه مصرف انرژی، استفاده از واکنش‌های شیمیایی بسیار کارآمد است[۵]. این واکنش‌ها انرژی گره‌های شبکه نانویی و فرایندهای مربوطه از قبیل محاسبات پیچیده و عملیات تصمیم‌گیری را تأمین می‌کنند.
اولین مدل‌های شبکه‌های نانویی، به‌تقلید از مخابرات مولکولی موجود در سیستم‌های زیستی طراحی‌شده‌اند. شبکه‌های نانویی زیستی، برای ارتباطات داخل سلول، بین‌سلول‌ها و بین بافت‌ها مورد استفاده قرار می‌گیرند. با توجه به اندازه کوچک سلول‌ها و فضای بین آن‌ها، به شبکه‌های داخل و میان سلولی، شبکه‌های نزدیک‌برد می‌گوییم که بازه عمل آن‌ها، در محدوده نانومتر تا میکرومتر است. برای فاصله‌های بین میکرومتر تا میلی‌متر، از شبکه‌های بردمتوسط و برای فاصله‌های میلی‌متر تا متر از شبکه‌های نانویی دوربرد استفاده می‌کنیم.

### مقایسه شبکه‌های نانویی و شبکه‌های سنتی
بمخابرات مولکولی با توجه به دلایلی که ذکر خواهد شد، محتمل‌ترین روش در شبکه‌های نانویی می‌باشد. اصلی‌ترین محدودیت‌های عملیاتی در استفاده از روش‌های کلاسیک ارتباطی در مقیاس نانو عبارتند از:
- فرستنده-گیرنده‌های الکترومغناطیسی رایج به دلیل پیچیدگی، اندازه و مصرف انرژی زیاد، در این ابعاد قابل استفاده نیستند.
- ارتباط صوتی مبتنی بر انتقال امواج مکانیکی به دلیل اندازه بزرگ مبدل‌های صوتی، نمی‌تواند در نانوماشین‌ها به‌کار گرفته‌شود.
- استفاده از ارتباطات الکترومغناطیسی در نانوماشین‌ها و انتقال اطلاعات از طریق ابزارهایی که در مقیاس نانو به‌هم متصل شده‌اند، توسط اندازه و طبیعت تصادفی محیط، محدود می‌شود.
به‌جز محدودیت‌های ضمنی و چالش‌های ناشی از کار فیزیکی در مقیاس نانو (در زمینه‌های تولید ابزار و قطعات و نیز چینش در محیط و دامنه عملیاتی آن‌ها)، اصلی‌ترین تفاوت‌های میان پارادایم‌های شبکه‌های مقیاس بزرگ و شبکه‌های نانویی، از دیدگاه فناوری اطلاعات، به‌صورت زیر خلاصه شده‌است:
- ساختار پیام:

در شبکه‌های نانوالکترومغناطیسی، مشابه ارتباطات الکترومغناطیسی کلاسیک، پیام می‌تواند به‌صورت سیگنال‌های الکترومغناطیسی، صوتی یا نوری، و در ابعاد دامنه، فرکانس یا فاز موج الکترومغناطیسی کد شود. علاوه بر این، می‌توان، مشابه ارتباطات کوانتومی، پیام را بر حسب سطح انرژی و قطبش هر کدام از اجزای تشکیل‌دهنده موج نیز کد کرد. در شبکه‌های نانویی مولکولی، پیام با استفاده از دو روش متفاوت کد می‌شود. اولین روش، از پدیده‌های موقتی مانند تغییر لحظه‌ای غلظت یک مولکول مشخص در محیط، برای کد کردن اطلاعات استفاده می‌کند و گیرنده، بر حسب تعداد مولکول‌های خاص در واحد حجم، پیام دریافتی را کدگشایی می‌کند. از نمونه واقعی این روش در سیستم اعصاب مرکزی انسان برای انتشار تحریک‌های عصبی استفاده می‌شود و در واقع مشابه استفاده از توالی‌های متغیر با زمان برای انتقال اطلاعات در شبکه‌های سنتی است. دومین روش که کدگذاری مولکولی نام دارد، از پارامترهای داخلی مولکولی مانند ساختار شیمیایی، موقعیت نسبی اجزای مولکولی، قطبش و نحوه نگاشت بازها در DNA، برای کدگذاری اطلاعات استفاده می‌شود[۲]. در این حالت، برای کدگشایی اطلاعات، باید گیرنده قادر به شناسایی مولکول‌های موردنظر باشد. این روش، مشابه استفاده از بسته‌های رمزگذاری‌شده در شبکه‌های مخابراتی است که تنها گیرنده موردنظر قادر به رمزگشایی پیام است. نمونه طبیعی روش کدگذاری مولکولی، در ارتباطات فرمونی جانداران به‌کار می‌رود که تنها اعضای گروه مشخصی می‌توانند پیام‌ها را از غلظت پس‌زمینه در محیط تشخیص دهند[۴۶].
- سرعت انتشار:

سرعت انتشار سیگنال‌های مورد استفاده در شبکه‌های الکترومغناطیسی کلاسیک و کوانتومی، بسیار سریع‌تر از انتشار پیغام‌های مولکولی است. در شبکه‌های مولکولی، مولکول‌ها باید به‌طور فیزیکی از فرستنده به سمت گیرنده حرکت کنند. این حرکت می‌تواند به‌طور کنش‌پذیر توسط انتشار مولکولی یا به‌طور کنش‌گر توسط مکانیسم‌هایی مانند موتورهای مولکولی یا باکتری‌ها انجام شود. به‌علاوه، مولکول‌ها بیشتر از انواع سیگنال‌های دیگر تحت تأثیر شرایط محیطی مانند فرایند انتشار تصادفی و تغییرات دما قرار می‌گیرند. [۳].
- نویز:

در شبکه‌های نانوالکترومغناطیسی، تعریف کلاسیک نویز به‌صورت تداخل سیگنال‌های ناخواسته با سیگنال حامل اطلاعات، هنوز معتبر است. اما در شبکه‌های نانویی، باید فاکتورهای جدیدی از نویز را برای فعل و انفعالات تمام اجزای موج و محیط در نظر گرفت. در شبکه‌های نانویی مولکولی، دو نوع متفاوت از نویز می‌توانند بر پیام تأثیر بگذارند. نوع اول مشابه نویز کلاسیک در شبکه‌های سنتی، حاصل تداخل سیگنال مولکولی با سطح غلظت مولکول در پس‌زمینه محیط است که ممکن است، مبدأ دیگری آن را به‌عنوان سیگنال اطلاعاتی خودش ارسال کرده باشد و بر غلظت دریافتی توسط گیرنده موردنظر ما تأثیر می‌گذارد. نوع دیگر نویز در شبکه‌های نانویی، به دلیل فعل و انفعالات ناخواسته‌ای است که بین مولکول‌های اطلاعات و سایر مولکول‌های محیط رخ می‌دهد. این واکنش‌ها می‌تواند ساختار مولکول‌های اطلاعات را دستکاری کند و در نتیجه، پیام از حالت قابل درک برای گیرنده خارج‌شود[۳].
- نوع اطلاعات:

بر خلاف شبکه‌های سنتی که در آن‌ها انواع اطلاعات متنی، صدا و ویدئو قابل انتقال است، از آنجا که در شبکه‌های نانویی، اطلاعات توسط مولکول‌ها منتقل می‌شوند، بسته‌های اطلاعاتی، عموماً شامل پدیده‌ها، وضعیت‌های شیمیایی و فرایندها هستند[۳].
- مصرف انرژی:

در شبکه‌های ارتباطی سنتی، فرایند تبادل اطلاعات، انرژی الکتریکی مصرف می‌کند که آن را از باتری یا منابع خارجی کسب می‌کند. در شبکه‌های نانویی مولکولی، بسیاری از فرایندها به دلیل ماهیت شیمیایی‌شان انرژی کمی مصرف می‌کنند. در شبکه‌های نانوالکترومغناطیسی، تلاش بر این است که از سیستم‌هایی شبیه تگ‌های RFID و نیروی حاصل از روش‌های ترکیبی نانوتیوب‌های کربنی و باتری‌های مولکولی، انرژی مورد نیاز نانوماشین‌ها را تأمین کرد.

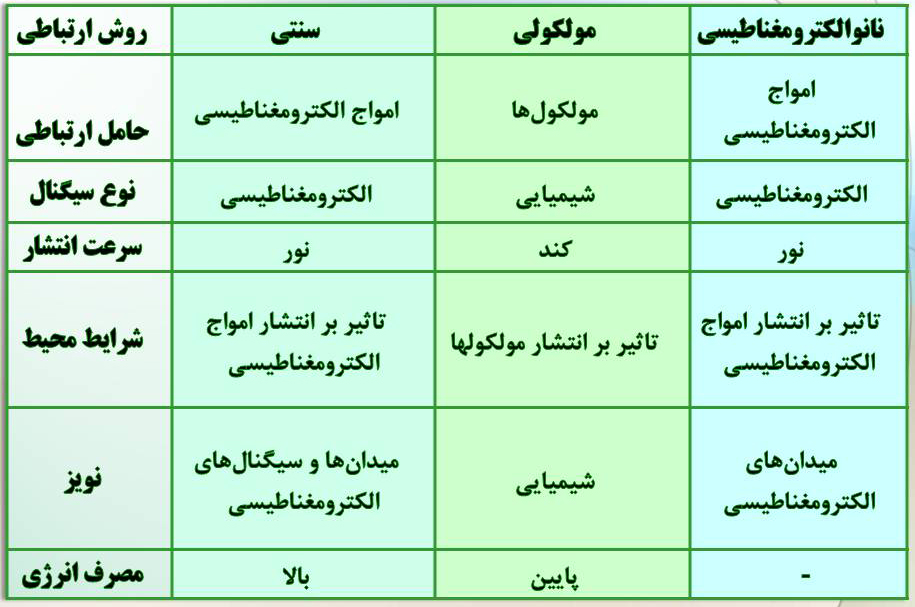
تفاوت‌های اصلی شبکه‌های نانویی مبتنی بر مخابرات مولکولی و شبکه‌های ارتباطی سنتی